# Minnah Karlsson (musikalbum)
Minnah Karlsson är ett coveralbum av Minnah Karlsson. På albumet finns låtar som hon har framfört under Idol 2010. Albumet släpptes den 19 december 2010.
Adam Lambert har hyllat Minnah Karlsson för hennes cover av hans låt Whataya Want From Me som även finns med på albumet.[källa behövs]

## Låtlista (Alla låtar ärcovers)
1. Whataya Want From Me (Adam Lambert)
2. Twist and Shout (The Beatles)
3. Just the Way You Are (Bruno Mars)
4. Always On My Mind (Elvis Presley)
5. Calleth You, Cometh I (The Ark)
6. Total Eclipse of the Heart (Bonnie Tyler)
7. When Love Takes Over (David Guetta med Kelly Rowland)
8. (Everything I Do) I Do It for You (Bryan Adams)
9. Alone (I-Ten)
10. Piece Of My Heart (Beverley Knight)
11. Not Ready to Make Nice (Dixie Chicks)

## Listplaceringar
| Lista (2011) | Position |
| ------------ | -------- |
| Sverige      | 4        |

### Fotnoter
1. ↑  Listplacering